# فرنتس مادل
فرنتس مادل (مجاری: Ferenc Mádl؛ ۲۹ ژانویهٔ ۱۹۳۱ – ۲۹ مهٔ ۲۰۱۱) یک سیاست‌مدار و استاد دانشگاه اهل مجارستان بود.